# Radio 1 (Flandern)
Radio 1 ist ein Hörfunksender der belgischen öffentlich-rechtlichen Rundfunkanstalt Vlaamse Radio- en Televisieomroeporganisatie (VRT) in der flämischen Gemeinschaft. Sitz des Senders ist Schaerbeek/Schaarbeek bei Brüssel. 

## Programm
Radio 1 bringt eine Mischung aus informativem und unterhaltsamem Programm und folgt dabei nicht allen Charthits. Die Musikauswahl setzt sich aus vielen Genres und Gebieten, Regionen und Stilen aus den 1960er bis 1990er Jahren zusammen.
Nach der statistischen Erhebung Golf 19 des belgischen Centrum voor Informatie over de Media (CIM) erreicht der Sender durchschnittlich 9,12 % der Hörer, für die Hauptsendezeit liegt der Wert bei 13,46 %.
Das Programm wird durch Gebühren und Werbeeinnahmen finanziert. 

## Empfang
Zu empfangen ist das Programm in analoger terrestrischer Ausstrahlung über UKW und Mittelwelle und digital über DAB in den westlichen Landesteilen (Brüssel, Gent, Brügge, Löwen, Antwerpen) sowie in der Grenzregion von Nordfrankreich (Lille) und im Süden der Niederlande. Dazu kommt die weltweite Verbreitung als Livestream im Internet. Die Ausstrahlung auf Mittelwelle (972 kHz) lief zum Jahresende 2011 aus.